# 웨인 로저스
웨인 로저스(Wayne Rogers, 1933년 4월 7일 ~ 2015년 12월 31일)는 미국의 배우이다.

## 출연 작품
- 노바디 노우스 애니씽! (2003)
- 쓰리 데이스 오브 레인 (2002)
- 디 오렐리 팩터 (1996)
- 나이트 오브 트위스터 (1996)
- 메모리스 오브 M*A*S*H (1991)
- 기적의 활주로 (1989)
- 위험한 목격자 (1989)
- 우리 엄마 최고 (1988)
- 블루그래스 (1988)
- 내 사랑 지니 (1985)
- 핫 터치 (1981)
- 매쉬 - 시리즈 (1972)
- 포켓 머니(영어판) (1972)
- 우주 좀비 (1969)
- 폭력 탈옥 (1967)
- FBI(영어판) (1965)
- 오즈 어게인스트 투마로우 (1959)
- 딜론 보안관 (1955)